# Bagara (Diffa)
Bagara (auch: Agaram) ist ein Dorf in der Stadtgemeinde Diffa in Niger.

## Geographie
Das von einem traditionellen Ortsvorsteher (chef traditionnel) geleitete Dorf gehört zum ländlichen Gemeindegebiet der Stadtgemeinde Diffa. Es liegt südwestlich des Stadtzentrums am Fluss Komadougou Yobé, der hier die Staatsgrenze zu Nigeria bildet.
Der zwei Hektar große Wald von Bagara entstand durch eine Aufforstung und steht unter Naturschutz. Das Dorf ist Teil der 860.000 Hektar großen Important Bird Area des Graslands und der Feuchtgebiete von Diffa. Zu den in der Zone beobachteten Vogelarten zählen Arabientrappen, Beaudouin-Schlangenadler, Braunrücken-Goldsperlinge, Fuchsfalken, Nordafrikanische Lachtauben, Nubiertrappen, Prachtnachtschwalben, Purpurglanzstare, Rothalsfalken, Sperbergeier und Wüstenspechte als ständige Bewohner sowie Rötelfalken, Steppenweihen und Uferschnepfen als Wintergäste.

## Geschichte
Bei einem Angriff von Kriminellen auf das Dorf wurden im April 2018 drei Menschen getötet. Das Armed Conflict Location and Event Data Project erfasste für das erste Quartal 2024 in der Region Diffa insgesamt 36 gewaltsame Konfliktfälle mit 70 Toten und nannte Bagara unter den betroffenen Orten. Bei einem Zusammenstoß zwischen den Streitkräften Nigers und der Terrororganisation Boko Haram wurden am 11. Juni 2024 bei Bagara nach Angaben der Streitkräfte sechs Terroristen getötet.

## Bevölkerung
Bei der Volkszählung 2012 hatte Bagara 2135 Einwohner, die in 366 Haushalten lebten. Bei der Volkszählung 2001 betrug die Einwohnerzahl 2103 in 408 Haushalten und bei der Volkszählung 1988 belief sich die Einwohnerzahl auf 1347 in 295 Haushalten.

## Wirtschaft und Infrastruktur
Mit einem Centre de Santé Intégré (CSI) ist ein Gesundheitszentrum im Ort vorhanden. Es gibt eine Schule. Am Fluss befindet sich eine hydrometrische Station, die 1957 eingerichtet wurde. Das Land um Bagara wird für die Viehzucht genutzt, wobei die Überweidung zur Bodenerosion beiträgt. Wie in anderen Orten im Süden der Region Diffa wird in Bagara Paprika angebaut, der auch nach Nigeria exportiert und dort auf den Märkten von Damasak, Maiduguri, Kano und Lagos verkauft wird. Auch die ackerbaulich genutzten Flächen beim Dorf sind von Bodenerosion betroffen, die vom Fluss verursacht wird.